# David Loria
David Grigorievich Loria (in kazako Давид Григорьевич Лория?, in russo Давид Григорьевич Лория?; Astana, 31 ottobre 1981) è un ex calciatore kazako di origini georgiane, di ruolo portiere.

## Biografia
È nato in Kazakistan da una famiglia di origine ebrea georgiana.

## Carriera

### Club
Ha giocato nella massima serie del campionato kazako con varie squadre, in quello svedese con l'Halmstad, in quello russo con lo Spartak-Nal'čik e nella seconda serie turca con il Çaykur Rizespor, ottenendo la promozione nella prima divisione turca.
Si è ritirato a conclusione della stagione 2019, diventando direttore sportivo dell'Astana. 

### Nazionale
Nel 1999 ha partecipato ai Mondiali Under-20.
Ha esordito con la nazionale kazaka nel 2000.

## Palmarès

### Club

#### Competizioni nazionali
- Campionato kazako: 2

Jeńis: 2000, 2001
- Coppa del Kazakistan: 2

Jeńis: Qazaqstan Kubogy 2000-2001, 2002